# Veldhoven
Veldhoven é um município dos Países Baixos, situado na província de Brabante do Norte. Tem 31,89 km² de área e sua população em 2020 foi estimada em 45.625 habitantes.